# Пенински Алпи
Пенинските Алпи (на немски Walliser Alpen; на френски Alpes Pennines; на италиански Alpi Pennine) са един от най-известните и най-високите дялове в Алпите, разположени на границата между Италия (области Вале д'Аоста и Пиемонт) и Швейцария (кантон Вале). Най-висок връх е Дюфур (Дюфуршпице), но най-често се свързва с името на красивия Матерхорн.

## Име
Според някои древни историци названието на тази част от Алпите идва от това, че там ги преминал картагенският (пуническият) генерал Ханибал Барка. Тит Ливий смята, че това не е възможно и отдава името на почитания от местното население бог Поенин, но следващи автори (Плиний Стари, Амиан Марцелин) се връщат на хипотезата с картагенците. Днес учените предпочитат да вярват на Тит Ливий, което се потвърждава от скални надписи, открити край Бергамо. По времето на Октавиан Август се създава провинцията Пенински Алпи и оттогава името окончателно се налага.

## Описание
Пенинските Алпи заемат сектор от централното алпийско било от прохода Фере (2537 м) на границата с масива Монблан на запад до прохода Симплон на изток (2005 м), отвъд който започват Лепонтинските Алпи. Дължината на тази част от планината е 174 км, но тя е и много широка – 148 км. Това прави площ над 11 хил. кв. км. На север стръмните им склонове стигат до долината на река Рона, на юг – до долината на Дора Балтеа, а на изток опират в река Точе и Лаго Маджоре. Единствената голяма река, която извира от този дял, е Сезия, приток на По. Билото на Пенинските Алпи следователно е вододел между басейните на Средиземно и Адриатическо море. То е високо, през повечето време над 3000 м. и е осеяно с 41 четирихилядника – точно половината от всички в цялата планина. На север и юг се редуват дълбоки долини и високи скалисти хребети, като много от тези долини имат свои имена: Валпелин, Валтурнанш, Матертал, Анивие, Еран. В тях реките са къси, но буйни и пълноводни.

## Върхове
От прохода Фере билото веднага се издига, за да достигне връх Гранд Голиат (3240 м), после се спуска до прохода Голям Сан Бернар (2469). Следват върховете Велан (3765 м) и Гран Комбен – първият четирихилядник (4314 м), в началото на късо странично било. Следващите високи върхове се извисяват в района, където се отделя дългото и мощно било на връх Вайсхорн (4506 м) – там господства Матерхорн (4477 м). На изток следва Брайтхорн (4164 м), след който постепенно започва най-високият масив, наречен Монте Роза. Тук е първенецът на целия дял Дюфур, който със своите 4634 м е най-високият връх на изток от Монблан. Край него издигат снага още поне 13 наименовани върха над 4000 м. От Монте Роза главното било завива на север, като в същото време се отделя още едно странично било – Мишабел, което при връх Дом достига до 4545 м и после бързо приключва. Последният висок връх преди прохода Симплон е Флечхорн (3993 м).

## Ледници
Голяма част от Пенинските Алпи е заета от ледници. Те са общо 17 и представляват почти непрекъсната верига от връх Велан до края на Монте Роза. Простират се и по четирите големи странични хребета на север, така че се разполагат почти само в Швейцария. Най-голям е намиращият се в северното подножие на Монте Роза ледник Горнер. Със своите 12 км дължина той съперничи на Мер дьо Глас във Франция, но е по-широк. Ето защо по площ отстъпва само на Алечкия ледник в близките Бернски Алпи. Други по-големи са Мон Мине (8 км), Отема (8 км), Цинал (7 км) и Тюртман (5 км).

## Туризъм
Тази част от Алпите е предпочитано място за много любители на ски спортовете. Има 45 ски курорта, 365 лифта и повече от 1800 км ски писти. Един от най-известните курорти е Цермат, известен с красивата гледка към Матерхорн. Той се намира високо в долината Матертал. Най-голям е курортът Четирите долини, който всъщност обхваща четири съседни места (Вербие, Ненда, Вейсона и Тион) и се смята за един от най-големите курорти в Европа изобщо.